# Ladbroke Grove metróállomás
A Ladbroke Grove a londoni metró egyik állomása a 2-es zónában, a Circle line és a Hammersmith & City line érinti.

## Története
1864. június 13-án nyitották meg Notting Hill névvel a Metropolitan line részeként. 1880-ban átnevezték Notting Hill & Ladbroke Grove névre, majd 1919 júniusától a Ladbroke Grove (North Kensington) névvel üzemelt. 1938-ban kapta ma is használt nevét.
1990-től a Hammersmith & City line vonatai állnak meg az állomáson. 2009 decemberétől a Circle line is érinti.

## Forgalom
| Járat | Útvonal | Gyakoriság       |
| ----- | --- | ---------------- |
|       | Hammersmith – Goldhawk Road – Shepherd’s Bush Market – Wood Lane – Latimer Road – Ladbroke Grove – Westbourne Park – Royal Oak – Paddington – Edgware Road – Baker Street – Great Portland Street – Euston Square – King’s Cross St. Pancras – Farringdon – Barbican – Moorgate – Liverpool Street – Aldgate – Tower Hill – Monument – Cannon Street – Mansion House – Blackfriars – Temple – Embankment – Westminster – St. James’s Park – Victoria – Sloane Square – South Kensington – Gloucester Road – High Street Kensington – Notting Hill Gate – Bayswater – Paddington – Edgware Road | 10-15 percenként |
|       | Hammersmith – Goldhawk Road – Shepherd’s Bush Market – Wood Lane – Latimer Road – Ladbroke Grove – Westbourne Park – Royal Oak – Paddington – Edgware Road – Baker Street – Great Portland Street – Euston Square – King’s Cross St. Pancras – Farringdon – Barbican – Moorgate – Liverpool Street – Aldgate East – Whitechapel – Stepney Green – Mile End – Bow Road – Bromley-by-Bow – West Ham – Plaistow – Upton Park – East Ham – Barking | 8-10 percenként  |

## Átszállási kapcsolatok
| Állomás        | Átszállási kapcsolatok                                            |
| -------------- | ----------------------------------------------------------------- |
| Ladbroke Grove | Helyi buszok (Ladbroke Grove és Cambridge Gardens Ladbroke Grove) |

## Fordítás
Ez a szócikk részben vagy egészben  a   Ladbroke Grove tube station című angol Wikipédia-szócikk fordításán alapul.  Az eredeti cikk szerkesztőit annak laptörténete sorolja fel. Ez a jelzés csupán a megfogalmazás eredetét és a szerzői jogokat jelzi, nem szolgál a cikkben szereplő információk forrásmegjelöléseként.